# P'tit Joc
P'tit Joc est une série de bande dessinée réaliste française créée par le scénariste Jean Ollivier et le dessinateur André Joy et publiée dans l'hebdomadaire jeunesse Vaillant de mars 1952 à avril 1962. Juan B. Miguel Munñoz succède à Joy de 1958 à 1960, puis Claude-Henri jusqu'en 1962, tandis que Pierre Castex ou Joy lui-même ont ponctuellement remplacé Ollivier. Joy et Ollivier ont réalisé deux nouvelles histoires en 1969, restée inédites jusqu'en 2009.
P'tit Joc est un adolescent passionné d'équitation qui travaille dans une écurie et qui, à force de persévérance, parvient à devenir premier jockey, suscitant diverses jalousies. Outre les courses, il est confronté à diverses aventures, qu'il affronte en général avec l'aide de son amie Luce.
Inspirée dans son principe par la série américaine Rusty Riley, P'tit Joc s'en démarque par un ton plus humaniste et des histoires différentes. C'est pour Patrick Gaumer l'un des « incontestables chefs-d'œuvre de l'après-guerre ».